# Harasimowicze-Kolonia
Harasimowicze-Kolonia est un village de Pologne, situé dans la gmina de Dąbrowa Białostocka, dans le Powiat de Sokółka, dans la voïvodie de Podlachie,.